# Bianka
A Bianka női név a Blanka név olasz formája. Jelentése: fényes, ragyogó, fehér.

## Rokon nevek
- Blanka

## Gyakorisága
Az újszülötteknek adott nevek körében az 1990-es években hirtelen igen gyakorivá vált. A 2000-es években a 18-26., a 2010-es években a 24-35. helyen állt a 100 leggyakrabban adott női név között, a népszerűsége enyhén csökken.
A teljes népességre vonatkozóan a Bianka a 2000-es években a 94-99., a 2010-es években 86-93. helyen szerepelt a 100 leggyakrabban viselt női név között.

## Névnapok
augusztus 10., december 1. október 25

## Híres Biankák
- Bianca Jagger nicaraguai emberi jogi aktivista, Mick Jagger volt felesége
- Bianca Maria Sforza milánói hercegnő, német-római császárné
- Keczeli Bianka  sportlövő